# Winhöring
Winhöring est une commune de Bavière (Allemagne) de 4 711 habitants, située dans l'arrondissement d'Altötting et le district de Haute-Bavière.
Le château de Frauenbühl, de style baroque, construit en 1622, possède quatre ailes donnant sur une cour fermée.